# Okręg wyborczy Mitchell (Australia)
Okręg wyborczy Mitchell (ang. Division of Mitchell) – jednomandatowy okręg wyborczy do Izby Reprezentantów Australii, położony w stanie Nowa Południowa Walia.
Pierwsze wybory odbyły się w nim w 1949 roku, a jego patronem jest szkocki odkrywca i geodeta Thomas Mitchell (1792–1855).
Od 2007 roku posłem z tego okręgu był Alex Hawke z Liberalnej Partii Australii.

## Lista posłów
Lista posłów z okręgu Mitchell:
| okres urzędowania | poseł               | przynależność              |
| ----------------- | ------------------- | -------------------------- |
| 1949–1961         | Roy Wheeler         | Liberalna Partia Australii |
| 1961–1963         | John Armitage       | Australijska Partia Pracy  |
| 1963–1972         | Les Irwin           | Liberalna Partia Australii |
| 1972–1974         | Alfred Ashley-Brown | Australijska Partia Pracy  |
| 1974–2007         | Alan Cadman         | Liberalna Partia Australii |
| od 2007           | Alex Hawke          | Liberalna Partia Australii |